# Campeonato Mundial de Corta-Mato de 2006
O 34º Campeonato Mundial de Corta-Mato foi realizado em 1 e 2 de abril de 2006, em Fukuoka, Japão. 
O evento foi mais uma vez dominado pelos corredores da Etiópia e do Quênia, além de corredores da Eritreia. Kenenisa Bekele ganhou ambas as corridas individuais, provando ser o corredor de longa-distância de maior sucesso.
O evento foi realizado na Pista de Cross Country Nacional do Japão, que é o local permanente do Encontro Internacional Anual de Cross Country de Fukuoka.

## Resultados

### Corrida Longa Masculina

#### Individual
| Medalha | Atleta          | País    | Tempo     |
| Ouro    | Kenenisa Bekele | Etiópia | 35:40 min |
| Prata   | Sileshi Sihine  | Etiópia | 35:43 min |
| Bronze  | Martin Mathathi | Quênia  | 35:44 min |

#### Equipas
| Medalha | Selecção | Marca  |
| Ouro    | Quênia · Martin Mathathi (3º) · Mike Kipruto Kigen (5º) · Hosea Mwok Macharinyang (6º) · Simon Koros Arusei (10º) | 24 pts |
| Prata   | Eritreia · Zersenay Tadese (4º) · Yonas Kifle (7º) · Ali Abdallah (8º) · Tesfayohannes Mesfen (9º)                | 28 pts |
| Bronze  | Etiópia · Kenenisa Bekele (1º) · Sileshi Sihine (2º) · Gebre-egziabher Gebremariam (13º) · Ketema Nigusse (26º)   | 42 pts |

### Corrida Curta Masculina

#### Individual
| Medalha | Atleta               | País     | Tempo     |
| Ouro    | Kenenisa Bekele      | Etiópia  | 10:54 min |
| Prata   | Isaac Kiprono Songok | Quênia   | 10:55 min |
| Bronze  | Adil Kaouch          | Marrocos | 10:57 min |

#### Equipas
| Medalha | Selecção | Marca  |
| Ouro    | Quênia · Isaac Kiprono Songok (2º) · Benjamin Limo (4º) · Augustine Kiprono Choge (7º) · Edwin Cheruiyot Soi (8º)   | 21 pts |
| Prata   | Etiópia · Kenenisa Bekele (1º) · Mohamed Ali Aboosh (5º) · Sileshi Sihine (12º) · Gebre-egziabher Gebremariam (30º) | 48 pts |
| Bronze  | Marrocos · Adil Kaouch (3º) · Hicham Bellani (14º) · Khalid El Amri (15º) · Hamid Ezzine (21º)                      | 53 pts |

### Corrida Júnior Masculina

#### Individual
| Medalha | Atleta        | País    | Tempo     |
| Ouro    | Mangata Ndiwa | Quênia  | 23:53 min |
| Prata   | Leonard Komon | Quênia  | 23:54 min |
| Bronze  | Tariku Bekele | Etiópia | 23:56 min |

#### Equipas
| Medalha | Selecção | Marca  |
| Ouro    | Quênia   | 16 pts |
| Prata   | Etiópia  | 24 pts |
| Bronze  | Eritreia | 45 pts |

### Corrida Longa Feminina

#### Individual
| Medalha | Atleta           | País          | Tempo     |
| Ouro    | Tirunesh Dibaba  | Etiópia       | 25:21 min |
| Prata   | Lornah Kiplagat  | Países Baixos | 25:26 min |
| Bronze  | Meselech Melkamu | Etiópia       | 25:38 min |

#### Equipas
| Medalha | Selecção                                                                                                 | Marca  |
| Ouro    | Etiópia · Tirunesh Dibaba (1ª) · Meselech Melkamu (3ª) · Wude Ayalew (5ª) · Mestawet Tufa (7ª)           | 16 pts |
| Prata   | Quênia · Evelyne Wambui (8ª) · Faith Chemutai (9ª) · Alice Chelangat (10ª) · Mercy Wanjiku Njoroge (12ª) | 39 pts |
| Bronze  | Japão · Kayoko Fukushi (6ª) · Yoshimi Ozaki (19ª) · Megumi Oshima (25ª) · Yumi Sato (30ª)                | 80 pts |

### Corrida Curta Feminina

#### Individual
| Medalha | Atleta                   | País    | Tempo     |
| Ouro    | Gelete Burika            | Etiópia | 12:51 min |
| Prata   | Prisca Jepleting Ngetich | Quênia  | 12:53 min |
| Bronze  | Meselech Melkamu         | Etiópia | 12:54 min |

#### Equipas
| Medalha | Selecção | Marca  |
| Ouro    | Etiópia · Gelete Burika (1ª) · Meselech Melkamu (3ª) · Bezunesh Bekele (9ª) · Teyba Erkesso (12ª)                 | 25 pts |
| Prata   | Quênia · Prisca Jepleting Ngetich (2ª) · Beatrice Jepchumba (6ª) · Vivian Cheruiyot (8ª) · Isabella Ochichi (10ª) | 26 pts |
| Bronze  | Austrália · Benita Johnson (4ª) · Melissa Rollison (11ª) · Anna Thompson (25ª) · Donna Tyberek-MacFarlane (29ª)   | 69 pts |

### Corrida Júnior Feminina

#### Individual
| Medalha | Atleta             | País   | Tempo     |
| Ouro    | Pauline Korikwiang | Quênia | 19:27 min |
| Prata   | Veronica Wanjiru   | Quênia | 19:27 min |
| Bronze  | Mercy Kosgei       | Quênia | 19:45 min |

#### Equipas
| Medalha | Selecção | Marca  |
| Ouro    | Quênia   | 10 pts |
| Prata   | Etiópia  | 29 pts |
| Bronze  | Japão    | 58 pts |